# Joseph Voyant
Joseph Voyant, né le 3 juillet 1910 et mort le 20 mars 1997, est un homme politique français.

## Détail des fonctions et des mandats
Mandat parlementaire
- 26 avril 1959 - 22 septembre 1968 : Sénateur du Rhône

Mandat municipal
- 1959 - 1982 : Maire de Longes (Rhône)